# Vlad and Niki
Vlad and Niky je rusko-americký YouTube kanál bratrů Vladislava Vašketova a Nikity Vašketova. Jejich rodiče, Sergej a Viktoria Vašketovi, pochází z Moskvy a provozují 21 kanálů v 18 jazycích. Děti bydlí v Miami ve státě Florida a příležitostně v Dubaji ve Spojených arabských emirátech. Jejich hlavní kanál je 13. nejodebíranější a 8. nejsledovanější na světě.

## Historie
Vlad a Nikita kanál založili 23. dubna 2018 a přiměli otce, aby opustil místo prodejce a pomohl jim s marketingovými značkami a licencováním. Jejich videa zahrnují hraní rolí, vlog a reklamy. Podepsali smlouvu o zastoupení s Haven Global, australskou licenční agenturou, za účelem vývoje nového obsahu, spotřebitelských produktů a licencí pro mobilní aplikace pod jejich značkou. Podepsali také smlouvu s Playmates Toys, výrobcem se sídlem v Hongkongu, na výrobu hraček. V roce 2019 byli označeni jako youtubeři, kteří vydělávají nejvíce peněz za video, odhadem 312 tisíc dolarů.